# Српска заједница у Македонији
Српска заједница у Македонији (мкд. Српска заедница во Македонија) - невладина организација која од 1991. године ради на очувању културног, језичког, верског и свеукупног националног идентитета Срба у Македонији.
Српска заједница је кровна организација у чијем деловању учествују 16 општинских и три регионалне организације. На иницијативу Српске заједнице у Македонији дванаест српских невладиних организација је потписало заједничку Декларацију о сарадњи и формирало Савез српских невладиних организација.